# .me
.meはモンテネグロの国別コードトップレベルドメイン(ccTLD)。それまでは旧ユーゴスラビア時代に割り当てられたドメイン(.yu)が使用されていたが、2007年から登録が開始された。
meは英語で「私」を意味する言葉であり、その為英語圏などで多くのドメインハックが行われている。また、レジストリである.me Registryは、一部のプレミアムドメインをオークション販売しており、例を挙げるとdate.meが7万ドルで落札されている。
2008年8月に.meドメインの登録数が10万件に達した。